# Circonscription de Gippsland
La circonscription de Gippsland est une circonscription électorale australienne au Victoria. La circonscription a été créée en 1901 et est l'une des 75 circonscriptions de la première élection fédérale. Elle porte le nom de la région de Gippsland, à l'Est du Victoria, qui elle-même porte le nom de Sir George Gipps, gouverneur de Nouvelle-Galles du Sud de 1838 à 1846. Elle comprend les villes de Bairnsdale, Morwell, Vente et Traralgon. Depuis 109 ans, le Gippsland n'a jamais élu un député travailliste. Elle est détenue par le Country Party puis son successeur, le Parti national depuis 1922 : C'est le seul siège du parti national détenu ainsi sans interruption depuis sa création. Dans ses nouvelles limites, cependant, il faut noter l'existence de la plupart des industries de la vallée Latrobe. 

## Représentants
| Nom             | Parti             | Période de mandat |
| --------------- | ----------------- | ----------------- |
| Allan McLean    | Protectionniste   | 1901–1904         |
| Allan McLean    | Anti-socialiste   | 1904–1906         |
| George Wise     | Protectionniste   | 1906–1909         |
| George Wise     | Indépendant       | 1909-1913         |
| James Bennett   | Commonwealth      | 1913–1914         |
| George Wise     | Sans étiquette    | 1914-1916         |
| George Wise     | Nationaliste      | 1916–1922         |
| Thomas Paterson | Country           | 1922–1943         |
| George Bowden   | Country           | 1943–1961         |
| Peter Nixon     | Country, National | 1961–1983         |
| Peter McGauran  | National          | 1983–2008         |
| Darren Chester  | National          | 2008–en cours     |